# Trigarium
Il Trigarium era un terreno di allenamento alle gare equestri ubicato nel margine nordoccidentale del Campo Marzio nell'antica Roma.
Il suo nome deriva da quello della triga, un carro a tre cavalli.

## Descrizione
Il Trigarium era uno spazio aperto posto a sud dell'ansa del Tevere, vicino all'attuale Via Giulia.
Poteva far parte di un terreno più ampio, posto a fianco di esso, che era uno spazio pubblico destinato al pascolo dei cavalli e all'addestramento militare dei giovani, che era la destinazione d'uso originaria del Campo Marzio.
Il primo riferimento al Trigarium data al periodo di Claudio e l'ultimo risale alla seconda metà del IV secolo.
Per conservare la flessibilità del suo utilizzo, il Trigarium non possedeva strutture permanenti.
Era utilizzato per l'allenamento alle corse dei carri e per tutte le forme di esercizi equestri.
La sede della fazione degli aurighi professionisti era ubicata nelle vicinanze: il Trigarium si trovava appena a nordovest delle stalle e dell'edificio in cui era la sede delle squadre verde e blu.
Un'area adiacente, in cui la gente giocava a harpastum, ai giochi con il cerchio e alla lotta, era il sito in cui furono costruiti stadi temporanei di legno da Giulio Cesare e da Augusto e, infine, il permanente Stadio di Domiziano.
Trigarium divenne una parola generica per terreno per allenamenti equestri, come posto in evidenza dalla documentazione epigrafica.
Ad esempio, un auriga dell'Africa romana, che morì nel corso di una gara, fu sepolto nel vicino trigarium.
Plinio il Vecchio utilizza la parola per indicare genericamente l'esercizio equestre: egli descrive un'acqua fortificata o una bevanda per lo sport, preparata con polvere di sterco di capra e aceto, che era bevuta da Nerone "quando voleva fortificarsi per il trigarium.".
Plinio asserisce che i cavalli italiani erano superiori agli altri per gli esercizi del trigarium.

## Triga

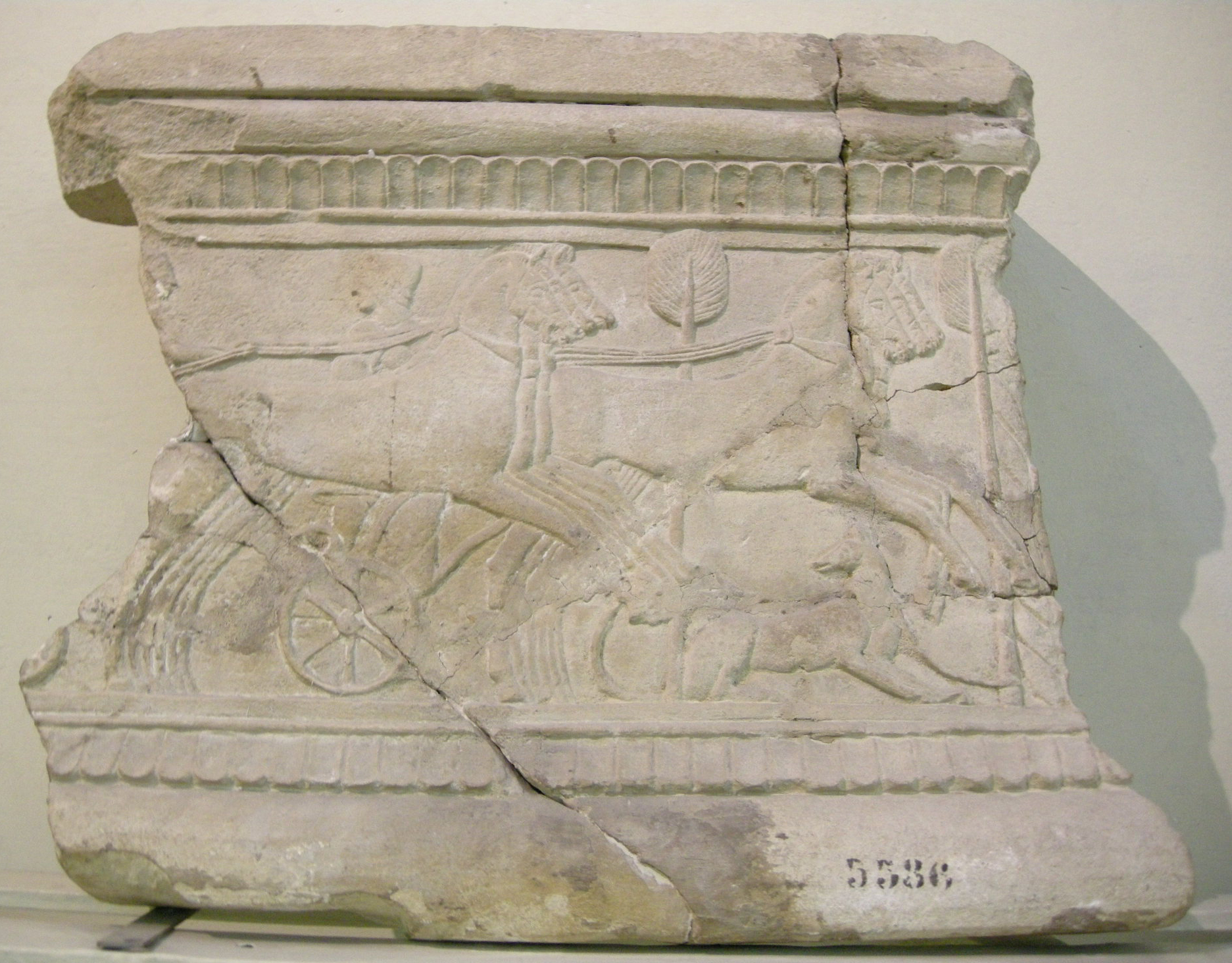
Due squadre di trigae su un'urna funeraria etrusca

Il nome Trigarium deriva da triga, un carro a tre cavalli (si confrontino i più comuni quadriga e biga, rispettivamente carri a quattro e a due cavalli).
Nell'antica Grecia, i carri a tre cavalli potevano essere utilizzati in guerra, ma non se ne conosce un utilizzo nelle corse.
Il carro di Achille nell'Iliade (16.152) era condotto da due cavalli immortali e da un terzo cavallo mortale.
Nelle corse etrusche, il terzo cavallo serviva come cavallo guida sul lato interno delle curve e non era messo al giogo.
I Romani corsero solo raramente con squadre a tre cavalli.
Dionigi di Alicarnasso fece menzione di corse di trigae sotto Augusto, corse che sono registrate anche in iscrizioni relative a periodi più tardi.
Il conduttore di una triga era chiamato trigarius. Per il fatto che l'utilizzo di tre cavalli non era comune, con trigarius ci si poteva riferire in generale anche ai partecipanti agli esercizi equestri che si svolgevano nel trigarium.
A proposito dell'origine sacra delle corse dei carri che facevano parte dei giochi pubblici (ludi), Isidoro di Siviglia commenta che si svolgevano in concomitanza con alcune festività religiose. La quadriga - riferisce Isidoro - rappresenta il sole e la biga la luna; la triga rappresenta gli dei dell'oltretomba (di inferi), in cui i tre cavalli rappresentano le tre età dell'uomo: infanzia, età adulta e vecchiaia.

## Utilizzo religioso

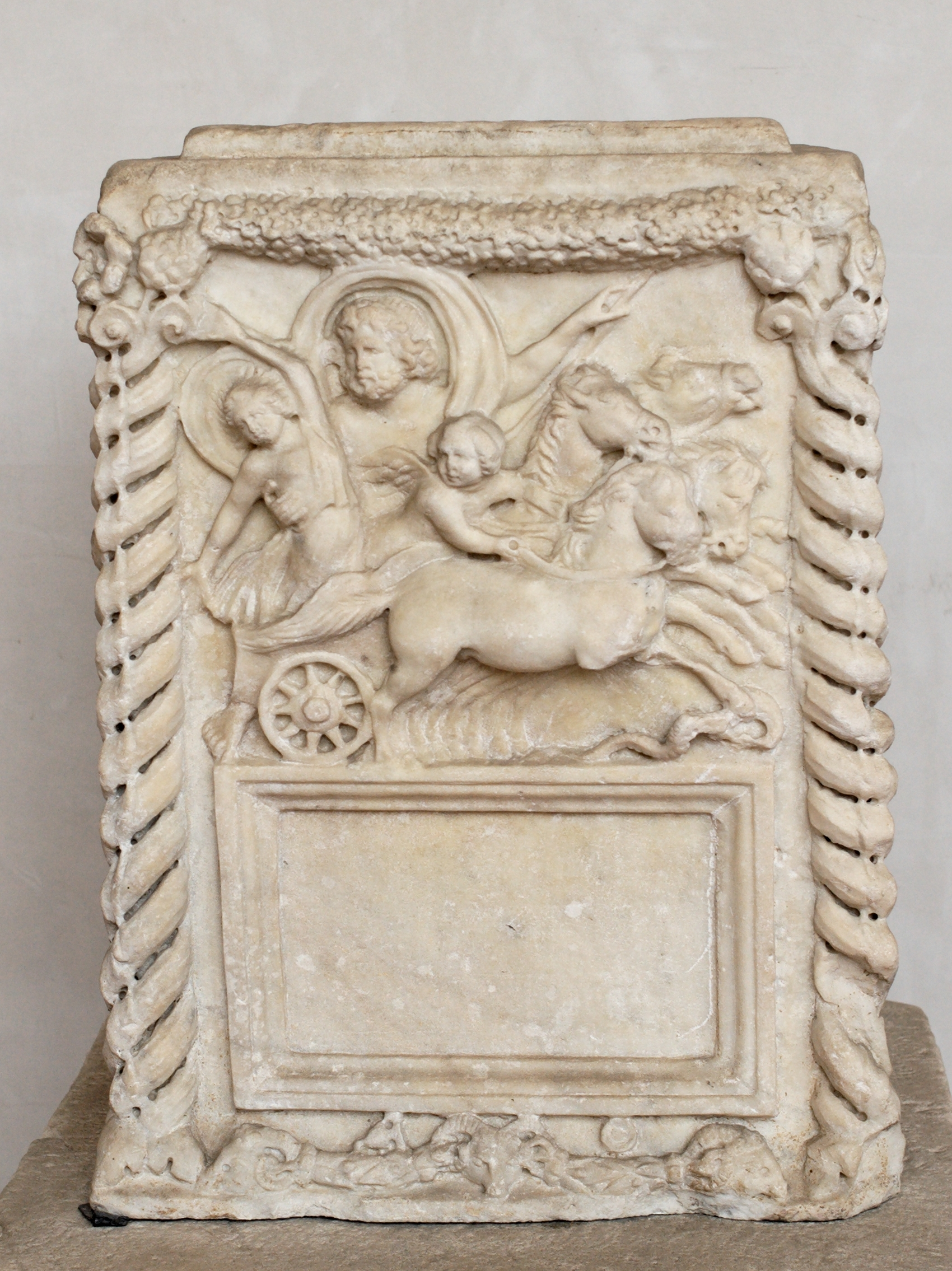
Altare cinerario raffigurante la quadriga con cui Proserpina fu rapita dal signore degli inferi (II secolo)

Sebbene il suo utilizzo principale fosse come terreno di allenamento, talvolta il Trigarium è ritenuto esser stato la sede delle corse di bigae che precedettero il rituale dell'October Equus, compiuto in Campo Marzio in onore di Marte il 15 ottobre.
Il cavallo guida della squadra vincente era sacrificato presso la località ad Nixas, un luogo posto appena a est del Trigarium, che era o un altare alle divinità della nascita (di nixi) o forse qualcosa denominato Ciconiae Nixae.
Alle cerimonie del cavallo di ottobre, due quartieri combattevano una finta battaglia per il possesso della testa del cavallo come trofeo per l'anno successivo e un corridore recava la coda del cavallo alla Regia per versare il suo sangue sul fuoco sacro di Roma.
Anche le corse degli Equirria che si svolgevano il 27 febbraio e il 14 marzo, festività anch'essa celebrata per Marte, potevano svolgersi al Trigarium, così come probabilmente anche gli eventi dei ludi tarentini, che poi divennero i Ludi Saeculares. Comunque, l'area può essere stata solamente un campo di pratica per questi eventi.
Un altare sotterraneo dedicato alla coppia divina Dis Pater e Proserpina era collocato nel Tarentum, in posizione vicina o adiacente al Trigarium.
Dis era l'equivalente romano del dio greco Plouton (latinizzato in Pluto, Plutone), che rapì Proserpina (la greca Persefone o Kore "la Vergine") con il suo carro portandola nel mondo degli inferi per farne la sua sposa e regina.
Nelle religioni misteriche, la coppia è talvolta rappresentata come il Sole e la Luna.
Il carro di Plutone è trainato dai quattro cavalli caratteristici dei sovrani e degli dei del Sole.
Le corse dei cavalli assieme alla propiziazione degli dei degli inferi erano caratteristiche di "antiche e oscure" festività romane quali i Consualia, il cavallo di ottobre e i Ludi Taurii; inoltre, erano caratteristici alcuni siti del Campo Marzio, quali il Tarentum (dove ebbero origine i ludi tarentini) e il Trigarium